# روبرتو فارنزی
روبرتو فارنزی (ایتالیایی: Roberto Farnesi؛ زادهٔ ۱۹ ژوئیهٔ ۱۹۶۹) بازیگر اهل ایتالیا است.
از فیلم‌هایی که وی در آن نقش داشته‌است، می‌توان به برای یک شب عاشقی، چای با موسولینی و پاپاراتزی اشاره کرد.